# Monte Hijedo
El monte Hijedo es una gran área boscosa del norte de España, situado entre la Provincia de Burgos y Cantabria. Se encuentra al sur del pantano del Ebro, entre el municipio burgalés de Alfoz de Santa Gadea y el cántabro de Valderredible. El centro de visitantes se encuentra en la localidad de Riopanero. La parte norte del bosque pertenece a la provincia de Burgos (Castilla y León) y la parte sur, a la comunidad autónoma de Cantabria. 
Se le considera como uno de los tres robledales más importantes de España, debido a su extensión y a la gran conservación de los espacios naturales, la flora y la fauna.

## Espacio natural
Posee un curioso paisaje rocoso donde la erosión ha modelado caprichosas formas en roca arenisca: abrigos, ojos, setas de roca y bloques aislados.
El monte está atravesado de norte a sur por el río Hijedo. Es mayoritariamente caducifolio, de unas 1500 ha. Se trata de un bosque mixto de roble albar y haya, acompañados por grupos dispersos de impresionantes tejos, algunos de los cuales tienen más de 800 años, en el que también aparecen alisos, abedules, avellanos, acebos, cornejos y arándanos entre otras muchas especies. Respecto a los arbustos y plantas, en las zonas abiertas dominan el tojo y el piorno mayor, estando presentes el narciso, biercol y botón de oro.
Respecto a la fauna, en sus espesuras encuentra refugio el lobo, que tras la desaparición del oso a inicios del siglo pasado, desempeña el papel de gran carnívoro. La especie cinegética más abundante es el corzo, junto al jabalí. También aparecen pequeños mamíferos como garduña, marta, armiño, comadreja, turón y tejón. En los ríos aparecen la nutria y el desmán de los Pirineos. 

## Amenazas
En 2002 diversas organizaciones ecologistas, sociales y políticas formaron la Plataforma para la defensa del Monte Hijedo en rechazo al proyecto de ordenación forestal que había propuesta la Dirección General de Montes y Conservación de la Naturaleza. Entre sus objetivos, además del rechazo a dicho proyecto, estaban la aplicación de una figura de protección para el Monte Hijedo, su incorporación a la lista de reservas de la Biosfera y su inclusión en la Red Natura 2000, figuras que se complementan y refuerzan entre sí.
El 27 de agosto de 2015 se originó un grave incendio cerca de la localidad de Riopanero, en Cantabria, que quemó más de 540 hectáreas de pasto y monte bajo con argoma y matorral, aunque no afectó al arbolado. Los medios desplegados para controlar el incendio estuvieron coordinados desde los Gobiernos de Cantabria y Castilla y León, con la participación de la Unidad Militar de Emergencias.

## Referente histórico
Joaquín González Echegaray, el cual ha estudiado ampliamente la historia de Cantabria señala al monte Hijedo, en su obra Cantabria en la transición al medievo:

«[...] en la misma tradición del monasterio de San Millán se recuerda la actividad apostólica del Santo en Cantabria, precisando que no es La Rioja, sino la región del Monte Igedo, junto a las fuentes del Ebro, como dice una antigua glosa sobre un códice emilianense del siglo X.»
Joaquín González Echegaray. Los Cántabros

La referencia al monte Hijedo, se ha convertido en una constante. Al aparecer en la vida de San Millán, de San Braulio y traducida al parcial criterio de Gonzalo de Berceo, y ser prueba escrita de los originales sobre la vida de santo, de que estuvo viviendo en esta zona, lo que a su vez entra en la discusión creciente sobre el origen del castellano,  la verdadera frontera o situación de Cantabria en la historia, y el Ducado de Cantabria, que se ha pretendido trasladar a regiones limítrofes... como La Rioja o la Ribera Navarra.

## Accesos

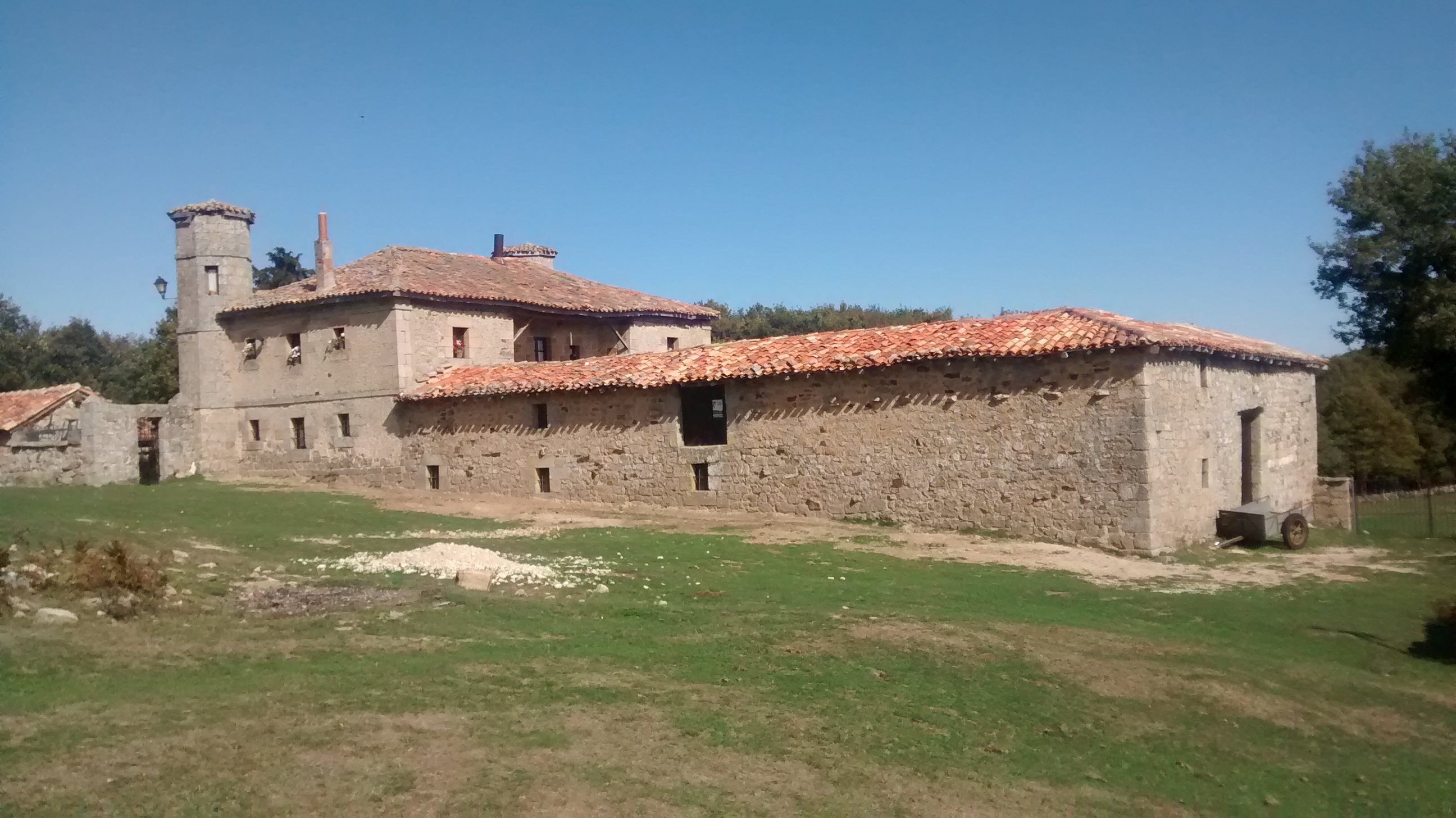
Cabaña de Hijedo, palacete de corte regionalista de principios del situado en un claro del monte Hijedo

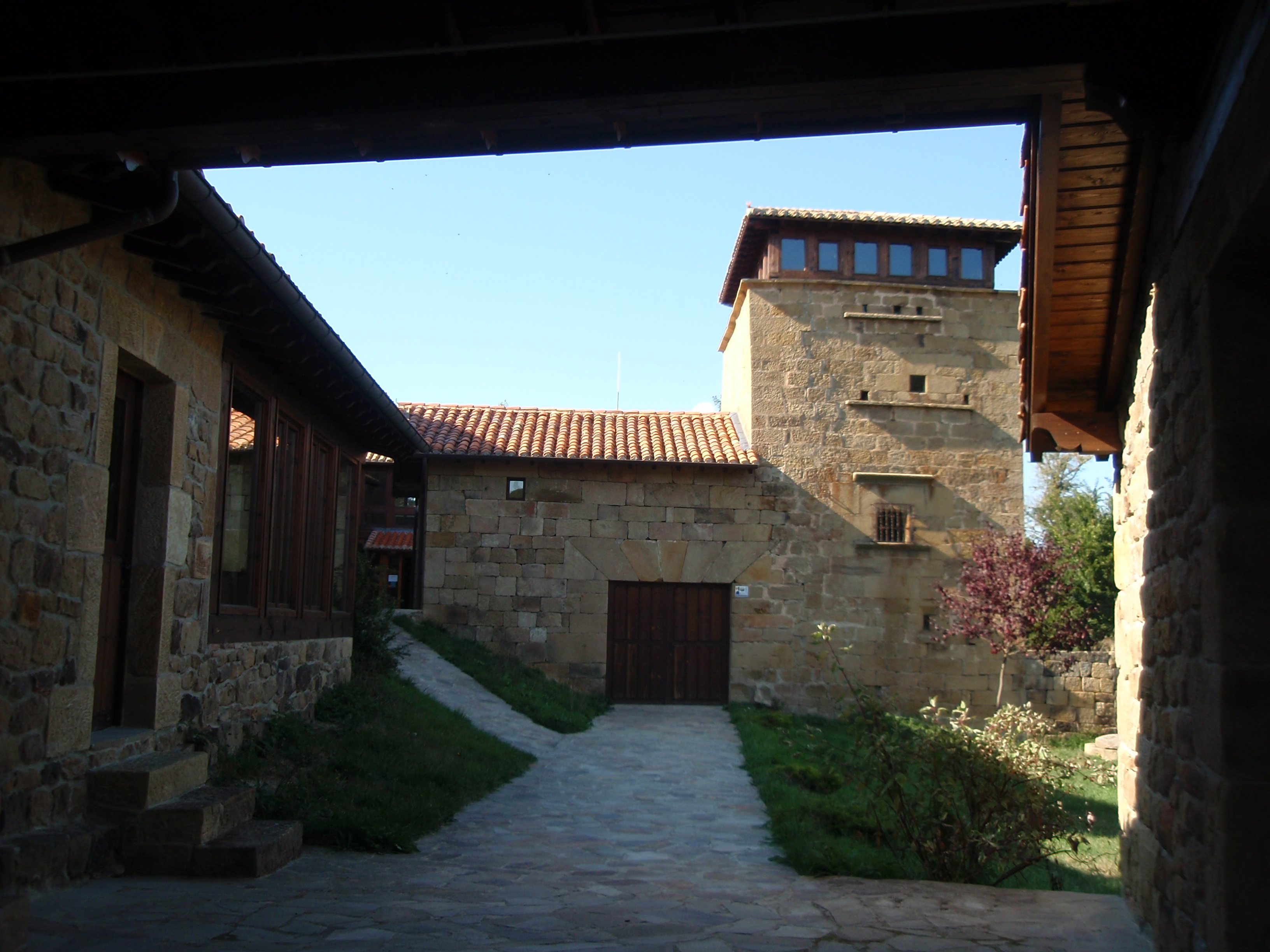
Centro de visitantes del Monte Hijedo en Riopanero (Cantabria)

Se puede llevar a cabo desde varios puntos geográficos, a uno y otro lado de las líneas divisorias de ambas provincias, desde localidades como Riopanero, en Valderredible, nace un camino a la derecha que lleva a un aparcamiento especialmente habilitado y que obliga a dejar el vehículo (punto de entrada al sur de Monte Hijedo), de modo similar se puede llegar al monte desde el municipio de Alfoz de Santa Gadea en la zona burgalesa, en este caso por el norte del espacio natural, siguiendo la carretera de Los Riconchos y en apenas tres kilómetros alcanzamos el desvío; la pista forestal nos llevará hasta la Cabaña de Hijedo; enclavada en la espesura, esta peculiar construcción reúne vivienda, granja y capilla en torno a un patio central ocupado por un gran tejo centenario; punto en el que debemos dejar el vehículo, en la zona señalada como aparcamiento.